# Legge Debré del 1973
La legge Debré fu una riforma del servizio militare entrata in vigore nel 1973 e promossa da Michel Debré, allora Ministro della difesa nazionale francese. Adottata dall'Assemblea nazionale il 10 luglio 1970 e promulgata il 10 giugno 1971, ridusse la durata del servizio a un anno e abolì la possibilità del rinvio per motivi di studio oltre i 21 anni; l'età di partenza per il servizio militare era di 20 anni, ma poteva essere anticipata a 18 e posticipata a 21 per chi svolgeva brevi studi superiori.
La proposta fu avanzata dalla Commissione giovani delle Forze armate, un organo consultivo istituito nel 1955 che faceva capo al Ministero della difesa ed aveva l'obiettivo di promuovere il dialogo e l'intesa tra le Forze armate e i giovani. All'epoca, la maggior parte dei suoi membri erano rappresentanti dei giovani (studenti, lavoratori, agricoltori), una quindicina di militari e cinque rappresentanti di associazioni studentesche, tra cui l'Unione nazionale degli studenti di Francia. I vantaggi della riforma erano il rafforzamento del legame tra istruzione superiore e occupazione e il ringiovanimento della leva militare.

## Proteste studentesche
Solo dopo l'entrata in vigore delle disposizioni di legge, nella primavera del 1973, gli studenti delle scuole superiori si mobilitarono, soprattutto contro l'abolizione dei rinvii della leva per motivi di studio.
A partire dalla fine di febbraio, ebbero luogo scioperi in tutta la Francia, incluse le scuole secondarie, che a marzo furono occupate con grandi manifestazioni. Le liceali presero parte al movimento. È stato stimato che il 22 marzo circa 200.000 persone abbiano manifestato a Parigi. Il 2 aprile, più di 500.000 giovani marciarono in 236 città francesi, di cui 200.000 a Parigi, temendo che i loro studi venissero interrotti dal servizio militare, che dal 1970 era stato ridotto a 12 mesi. Il clima generale era di antimilitarismo, diffuso dai movimenti di estrema sinistra, guidati dalla Lega comunista. Tuttavia, gli slogan spontanei antimilitaristi e antiautoritari spesso andavano oltre il credo marxista. Le Monde scriveva:
(Y. Agnes, De l'utopie à la guérilla révolutionnaire, in Le Monde, 10 aprile 1973.)
Gli studenti si unirono al movimento, insoddisfatti della riforma dei primi cicli dell'istruzione superiore, che aveva introdotto il Diplôme d'études universitaires générales - Deug.
Michel Debré fu sostituito da un nuovo Ministro delle Forze Armate, Robert Galley. La legge Debré fu mantenuta in vigore con alcune modifiche. Era la prima volta dal maggio 1968 che i giovani scendevano in piazza in massa.